# Комерцијална радиодифузија
Комерцијална радиодифузија (такође названа и приватна радиодифузија) је радиодифузија телевизијских програма и радио програма који се налазе у власништву приватне корпорације, као контраст државног власништва.